# K-rock
Korean Rock, 줄여서 K-rock은 대한민국 내에서 로큰롤, 록 음악을 가리킨다. 한국 전쟁에서 싸운 미국 병사들에 의해 대한민국에 수입된 아메리칸 록에 뿌리를 두고 있다. 미군 기지 근처에 한국의 음악가들은 미국의 록을 배울 기회가 생겼었고 미군들 앞에서 공연을 하며 한국의 록은 발전했다. 결과적으로 많은 한국의 록밴드들은 1960년대 전후로 그 특색이 발전했다. 미군들이 주로 즐기던 록은 1970년대에 주된 문화로 발전했다. 전두환 정권, 대한민국 제5공화국 이후에 많은 검열 정책이 풀리고 한국에서 록은 메인 장르가 되었다. 오늘날 록은 더 이상 대한민국에서 대중적인 장르는 아니지만 아직도 대중음악의 큰 비율을 차지하고 있다.

## 역사

### 1950년대
6.25 전쟁 이후에 한국에 주둔하고 있던 미군들이 록을 전파한 것이 시초였다. 그 근간은 동 시대의 아메리칸 록에 두고있었다. 1957년에 대한민국의 첫 록 기타리스트 신중현이 탄생했는데 이 역시 미군기지에서 여러 공연을하며 배운 것이다. 미군기지에서 태어난 신중현은 한국에서 록의 아버지라고 불리었다.

### 1960년대
1962년에 신중현은 Add4(애드 훠)라는 한국의 첫 록밴드를 만들었다. 이후에 '그룹 사운드'라고 불리는 한국의 다른 록 밴드들이 나타났다. HE6(히식스)가 발매한 코끼리 브라더스에 수록된 "해변으로 가요"라는 곡은 1960년대 중반에 대 히트를 쳤다." 음악적 색깔은 미국 록은 당연하거니와 동시대의 브릿록의 영향도 크게 받았다. 히식스는 미군부대에서 공연하는 것보다 한국 대중 앞에 서길 선택했으며 대중들이 록의 존재감을 처음 깨닫게 된 계기가 되었다. 한국의 첫 록 음악가인 신중현도 이때부터 대중들 앞에 모습을 보이기 시작했다. 많은 서구권 국가나 일본의 청년들이 록을 대중화시키며 새로운 문화로 정착시킬 때 한국은 한국은 군사 독재 정부에 의해 억압받던 시대라 반항감을 조성하는 록 음악과 히피 문화는 탄압의 대상이었다.

### 1970년대
1970년대에 한국의 음악은 박정희에 의해 엄격한 검열을 받았다. 포크 록 가수 한대수는 자신의 앨범 두 장이 한국에서 판매 금지 처분을 받자 미국으로 이민을 갔다. 신중현은 마약 혐의로 구속되었기도 하였다. 신중현의 구속은 한국 록의 생산을 감소시키는 효과를 낳았지만 1970년대 후반에 산울림의 탄생 등으로 1980년대 한국을 지배하던 댄스 음악이 나오기 전까지 꾸준히 록 음악은 나오고 있었다. 그럼에도 불구하고 1970년대에 나온 축음기의 보급으로 해적판의(불법 복제된) 외국의 음악이 들어오면서 음악 카페에 록 음악과 팝 음악이 인기가 생겼다. 듣는 사람이 늘어나고 팬이 많음에 따라 자연스레 한국 록 문화의 성장에 근간이 되었다. 서양 록을 들을 기회가 훨씬 풍부했음에도 불구하고 정부의 검열이 그 당시에도 굉장히 엄격했어서 창작이 자유롭지는 못했다.

## 한국 락 페스티벌
- ETPFEST
- 펜타포트 락 페스티벌
- 지산 월드 락 페스티벌

## 아티스트

### 솔로
- 김재중
- 김종서
- 김경호
- 김사랑
- 박완규
- 서태지
- 서문탁
- 신중현
- 임재범
- 정준영
- 조용필
- 한대수

### 음악 그룹
| - 10cm - 24Hours - Achime - 신중현과 엽전들/신중현과 뮤직파워 - Amor Fati - Biuret - 푸른새벽 - 부활 - Brunch - 불독맨션 - 버스커 버스커 - 버스터즈 - 체리필터 - 씨엔블루 - 크랙샷(Crackshot) - 크래쉬 - 크라잉넛 - DAY6 - 딕펑스 - DREAMCATCHER - 드럭 레스토랑 - Dog (도그) - 이브(Eve) - Fatal Fear - FT Island - 갤럭시 익스프레스 - 더 긱스 - 글렌체크 - Goonamguayeoridingstella - 국카스텐 - Guyz - HarryBigButton - 활 - 혁오 - IZ - 잠비나이 - 자우림 - 코리아나 - 백두산 - 송골매 - 활주로 | - Loveholic/Loveholics - M&D - N.EX.T - 엔플라잉 - 넬 - 네메시스 - 노브레인 - Nunco Band - 오딘 - 오! 부라더스 - 언니네이발관 - Pure (퓨어) - 피아(Pia) - The RockTigers - 로맨틱펀치 - 로열 파이럿츠 - 럼블피쉬 - 럭스 - 산울림 - 세이 예스(Say Yes) - 서울 일렉트릭 밴드(Seoul Electric Band) - 시나위(Sinawe) - 스프링쿨러 - TRAX - 검정치마 - 칵스 - The RockTigers - 더 로즈 - The Strikers - Thornapple - 바닐라 유니티 - 바셀린 - Vrose - ...Whatever That Means - Yada - YB - 롤러코스터 |

## 같이 보기
- J-ROCK
- C-ROCK
- 한국음악
- 대한민국의 음악
- 대한민국의 음악가 목록